# Мегре Володимир Миколайович
Володимир Миколайович Мегре (прізвище при народженні Пузаков;
нар. 23 липня 1950, село Кузничі, Городнянський район, Чернігівська область, Українська РСР, СРСР) — російський письменник українського походження, підприємець, автор серії книг «Дзвенячі кедри Росії», лауреат Премії Миру Гузі 2011, діяч Нью-ейджу.

## Біографія
З 1974 року жив у Новосибірську і працював у «Новосибірськоблфото» фотографом. На початку перебудови був президентом Міжрегіональної Асоціації підприємців Сибіру. При реєстрації шлюбу взяв прізвище дружини — Мегре. Згодом розлучився, залишивши собі її прізвище.
На початку 1990-х років Володимир Мегре займався організацією річкових круїзів, фотозйомками туристів, продажем товарів народного споживання, алкоголю і сувенірів у пониззі річки Об. Навесні 1994 року організував комерційну експедицію «Купецький караван» по Обі на річкових суднах за маршрутом Новосибірськ — Салехард — Новосибірськ. Метою експедиції було «налагодження економічних зв'язків з регіонами Крайньої Півночі». У 1995 році Мегре повторив експедицію з метою пошуку «дзвінкого» кедра, про який дізнався в ході першої експедиції
У 1996 році Володимир Мегре написав художню книгу «Анастасія», головною героїнею якої дівчина, яка живе в глухій сибірській тайзі. Вона має незвичайні здібності та знання: телепортації, ясновидіння, знанн пристрою літаючих тарілок тощо. Всього в період 1996—2010 років Мегре було написано десять книг про Анастасію, що входять у серію «Дзвенячі кедри Росії».
Наприкінці 1999 року Володимир Мегре, у поданому до суду позові про порушення своїх авторських прав, заявив, що «Анастасія» — самостійний художній образ, «має емоційно алегоричний сенс».
В 1999 році Володимир Мегре заснував Володимирський фонд культури та підтримки творчості «Анастасія», а також відкрив сайт «anastasia.ru [Архівовано 29 березня 2009 у Wayback Machine.]».
У 2011 році став лауреатом Премії Миру Гузі з літератури.
Виступає на читацьких і прес-конференціях у Росії та за її межами. В планах автора — написання сценарію за темою книг.
Знаходиться на 48-у місці в списку 100 найвпливовіших духовних лідерів сучасності за 2012 рік за версією журналу «Watkins' Mind Body Spirit», що спеціалізується на езотериці, містиці, окультизмі, східних релігіях і сучасної духовності.

## Рух
Деякі читачі книг серії «Дзвенячі кедри Росії» беруть участь в однойменному громадському русі за створення «поселень родових помість», що складаються з «родових помість», встановлюваних на основі ідей і принципів, викладених у книгах Володимира Мегре серії «Дзвенячі кедри Росії».
Автор підтримує учасників руху: бере участь, виступає на організованих ними заходах.
У липні 2006 року Володимир Мегре виступав з відкритим зверненням до всіх своїх послідовників із закликом всіляко підтримати правлячу партію РФ «Єдина Росія»